# Bór-Okola
Bór-Okola est une localité polonaise de la gmina mixte et du powiat de Kartuzy en voïvodie de Poméranie. Elle se trouve à environ 29 km à l'ouest de la capitale régionale Gdańsk.

## Géographie

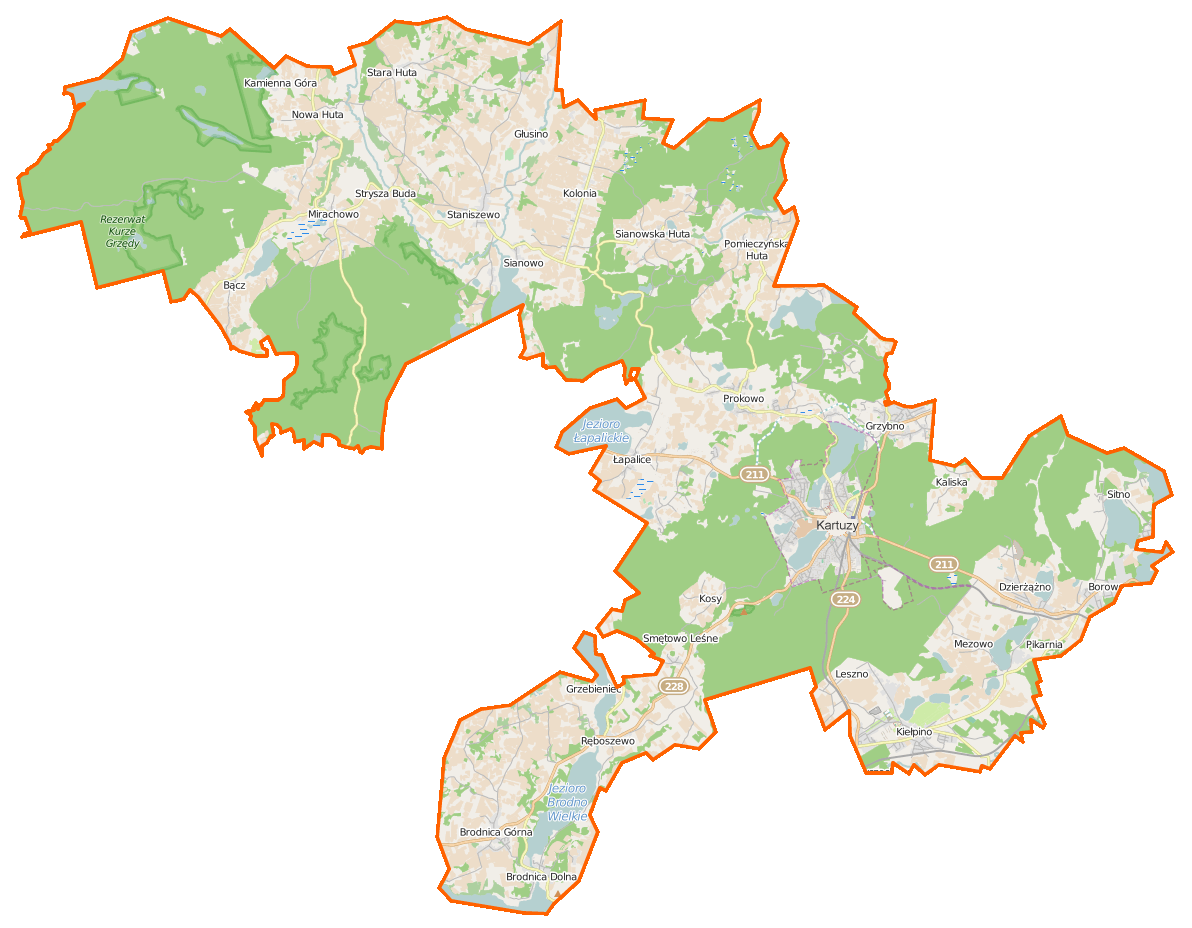
Carte de la gmina de Kartuzy.